# Siquinalá
Siquinalá è un comune del Guatemala facente parte del dipartimento di Escuintla.